# Sevel
La Sevel S.p.A. (Società Europea Veicoli Leggeri) è una società automobilistica italofrancese.

## Storia
L'azienda è nata nel 1978 come joint-venture fra la Fiat Group Automobiles (la divisione automobilistica del Gruppo Fiat, che al tempo della fondazione della Sevel era denominata Fiat Auto Spa) e il Gruppo PSA. Oggi dispone di due impianti produttivi: uno in Italia, ad Atessa, denominato "Sevel-Sud", l'altro a Valenciennes, in Francia, chiamato Sevel-Nord".
Tale società si occupa della fabbricazione di veicoli commerciali e di alcuni monovolume con marchio Fiat, Fiat Professional, Lancia, Citroën e Peugeot. In passato, la Sevel Sud possedeva anche uno stabilimento a Pomigliano d'Arco denominato Sevel Campania Spa, che produceva il Fiat Ducato, ma, dopo la chiusura, avvenuta nel giugno 1994, le relative linee produttive sono state trasferite nello stabilimento Sevel Sud in Val di Sangro.
Esisteva anche un'analoga società in Argentina che, dal 1980 al 1995, ha prodotto vetture Fiat e PSA nello stabilimento di El Palomar e Berazategui, le cui quote furono rilevate al 100% dalla PSA.

## Produzione

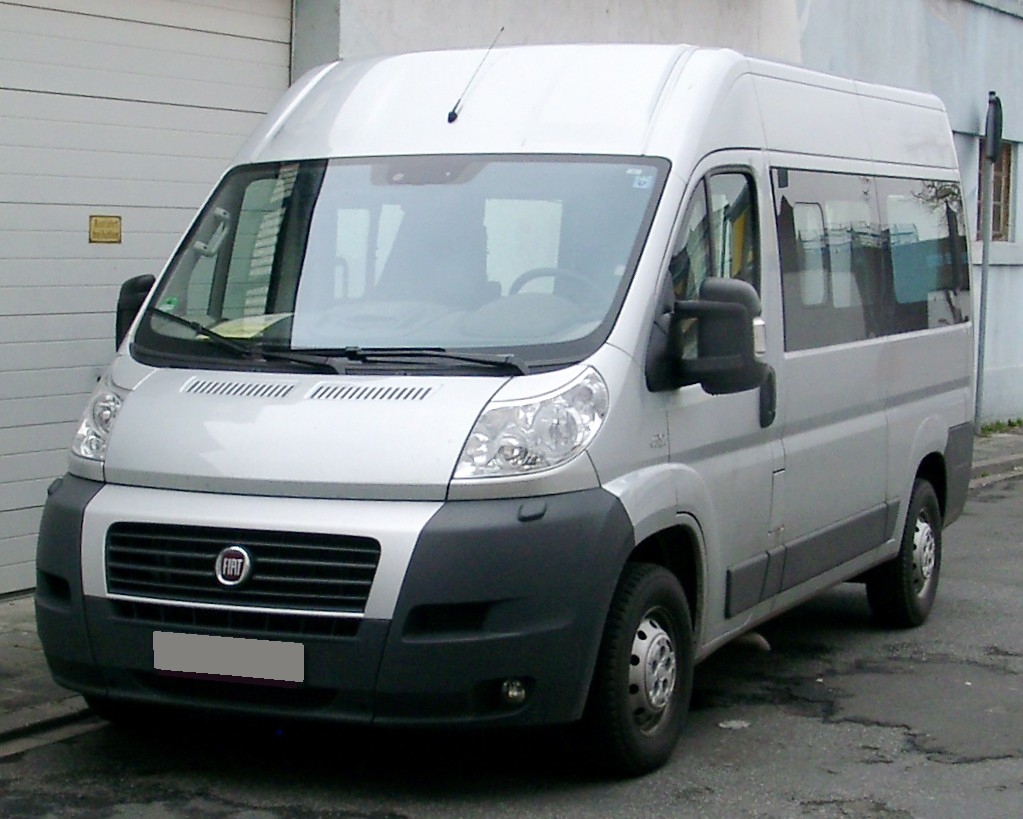
Un Fiat Ducato terza serie (in versione trasporto persone)

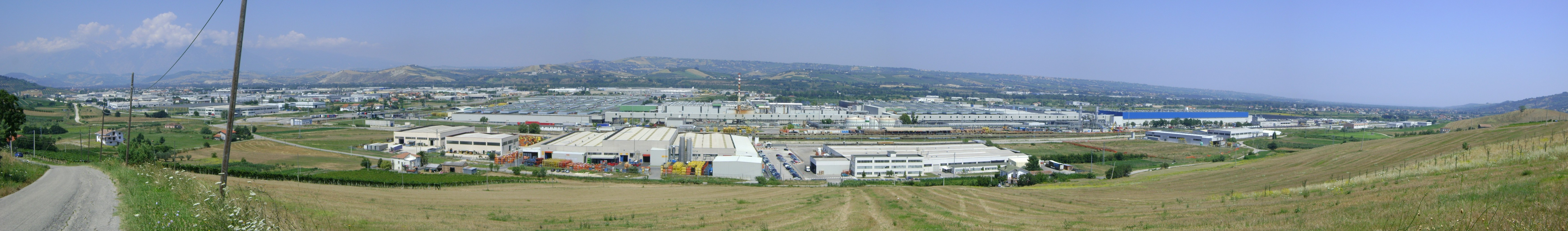
Lo stabilimento della Val di Sangro

### Stabilimento Sevel Sud della Val di Sangro
Lo stabilimento Sevel Sud Val di Sangro (in funzione dal 1981) sorge tra i comuni di Paglieta e Atessa (Chieti), e copre un'area di oltre 1.200.000 metri quadri, di cui 344.000 coperti, per una produzione che arriva fino a 1.200 veicoli al giorno. La fabbrica, considerata un importante motore per l'economia dell'Abruzzo è attrezzata per tutti i passaggi dell'intero ciclo produttivo: lastratura, verniciatura e montaggio. Vi lavorano circa 6.200 persone, gran parte sono abruzzesi, ma vi sono anche molti molisani e stranieri.
Questo è il più grande stabilimento di veicoli commerciali leggeri d'Europa e vengono prodotti i seguenti modelli: 
- Fiat Ducato
- Citroën Jumper
- Peugeot Boxer
- Opel Movano
- Toyota ProAce Max

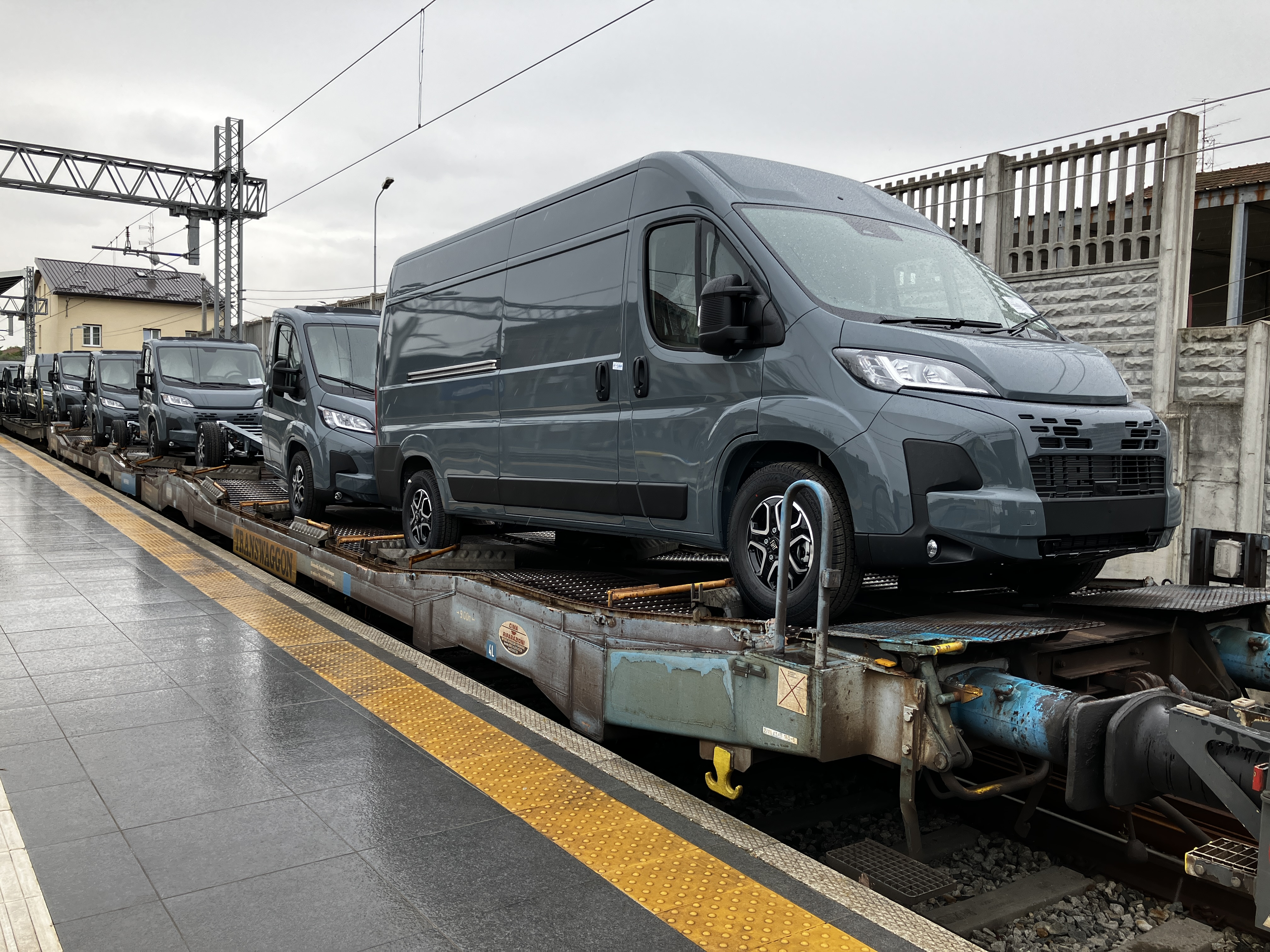
Carro Laadkks Transwaggon caricato con furgoni Fiat Ducato fermo nella stazione di Carimate

Questo stabilimento comprende anche un proprio raccordo ferroviario collegato alla linea RFI nel quale, mediante apposite rampe, i furgoni vengono caricati su carri pianali per essere trasportati via ferro in varie destinazioni sia italiane che europee. I treni completi hanno origine nella stazione di Fossacesia - Torino di Sangro.

### Stabilimento Sevel Nord di Valenciennes

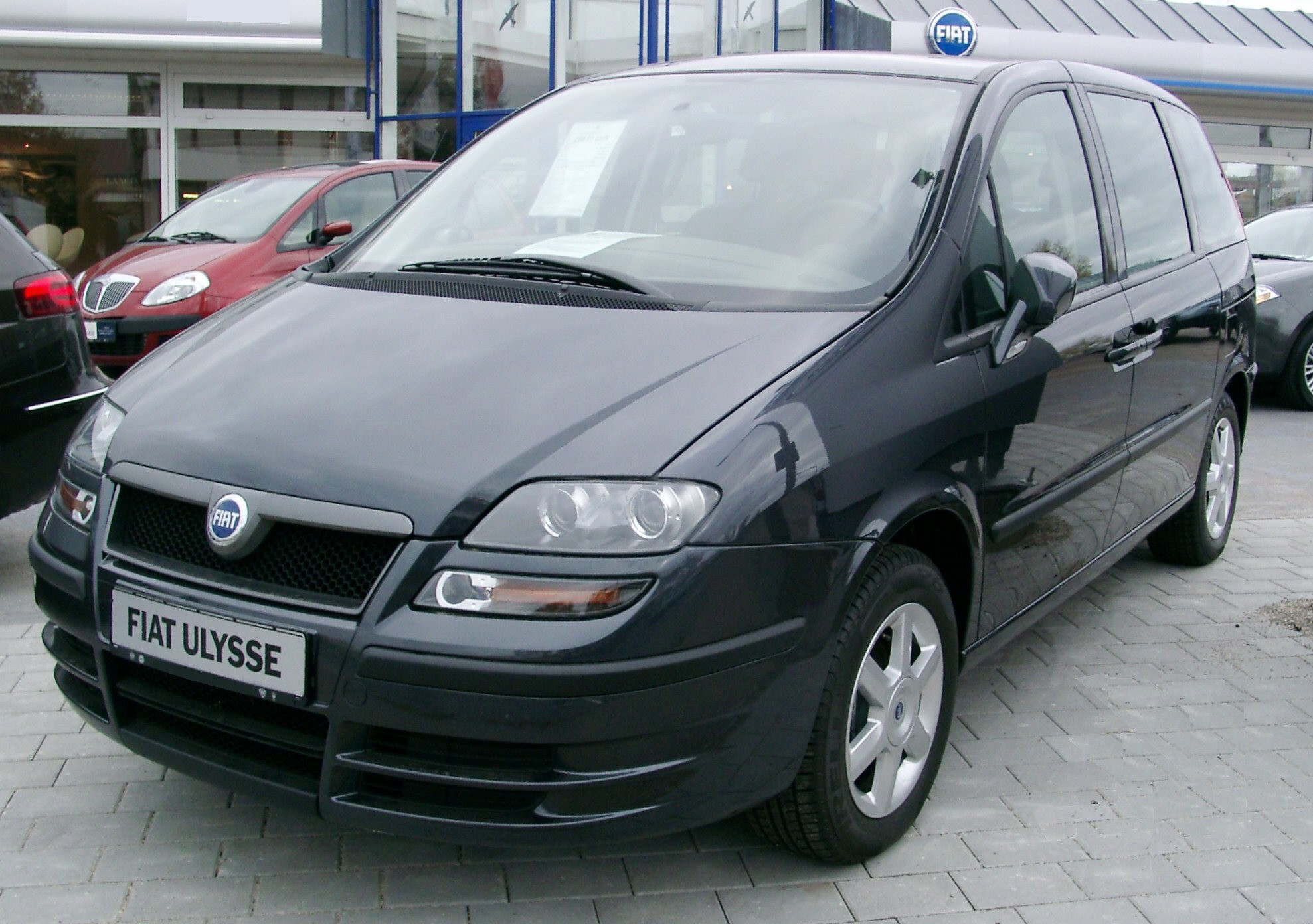
Un Fiat Ulysse seconda serie

L'accordo per la realizzazione dello stabilimento Sevel Nord viene siglato in luglio 1988 mentre la produzione delle prime vetture inizia nel 1993 con le monovolume Citroën Evasion, Fiat Ulysse, Lancia Zeta e Peugeot 806. Lo stabilimento viene inaugurato il 16 maggio 1994. Nel 1995 si aggiungono i veicoli commerciali Citroën Jumpy, Fiat Scudo e Peugeot Expert basati sullo stesso pianale delle monovolumi. Nel 2002, la produzione raggiunge quota 2.000.000 di veicoli. Nel 2010, Fiat termina la produzione di Fiat Ulysse II e Lancia Phedra, nel 2011, annuncia ritirarsi dalla società Sevel Nord. Dal 2012, lo stabilimento torna a produrre solo veicoli del gruppo PSA e ritorna sotto la piena proprietà PSA che stringe poi un accordo con Toyota.
- Fiat Ulysse e Fiat Scudo
- Citroën Jumpy e Citroën Spacetourer
- Peugeot Expert e Peugeot Traveller
- Toyota ProAce e ProAce Verso
- Opel Vivaro e Opel Zafira Life

### Fiorino, Nemo, Bipper (nuova gamma Sevel minicargo 2007)

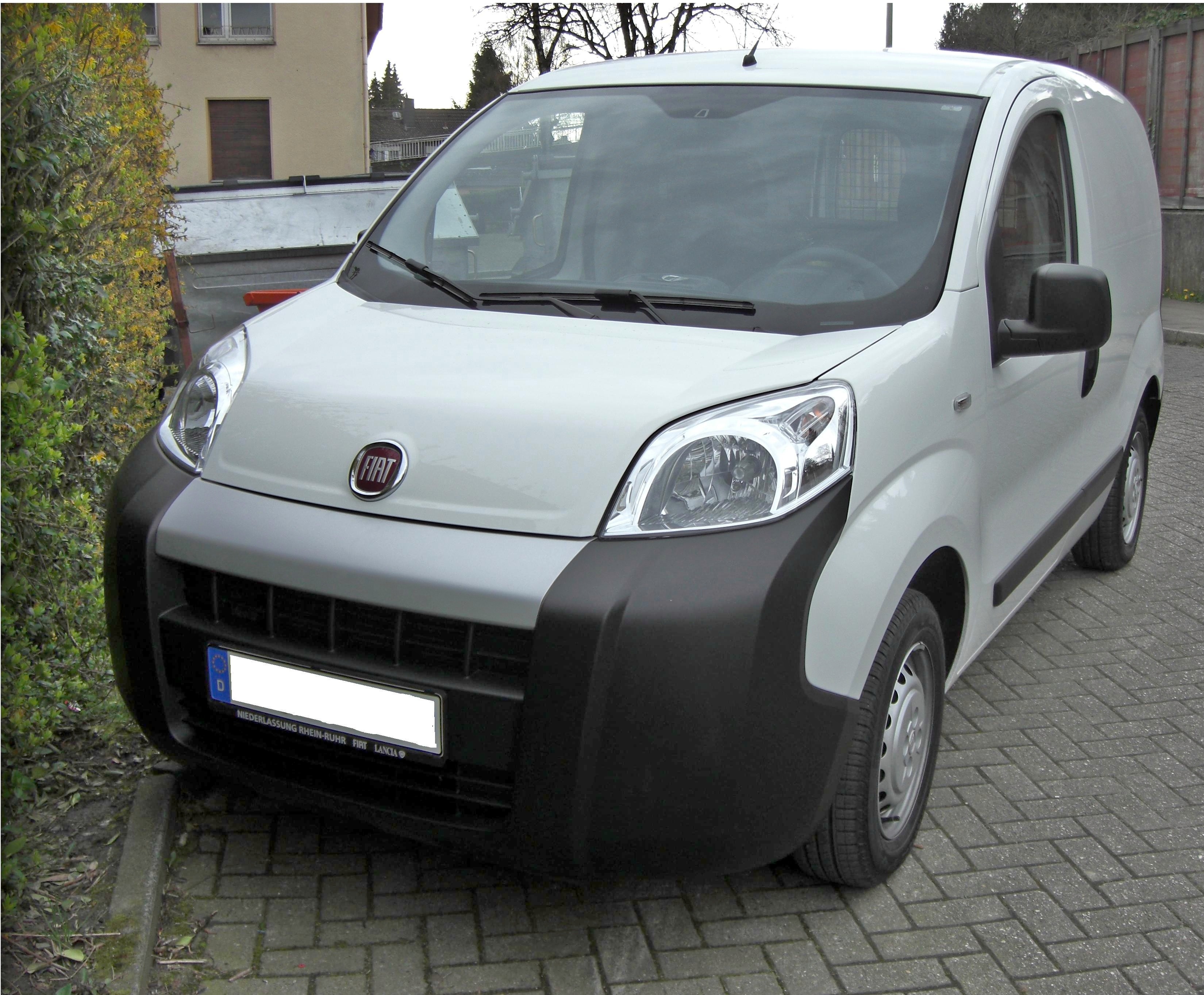
Un Fiat Fiorino

Sempre frutto di questa joint-venture fra i due colossi automobilistici, è anche la nuova famiglia di minicargo, la cui produzione avviene però nello stabilimento turco Fiat della Tofaş.
- Fiat Fiorino
- Peugeot Bipper
- Citroën Nemo